# Ayer me echaron del pueblo
Ayer me echaron del pueblo es una película dramática colombiana de 1982 dirigida y escrita por Jorge Gaitán Gómez y protagonizada por Camilo Medina, Stella Suárez, Francisco Amaya y Carlos Barbosa. La película, inspirada en la canción del mismo nombre del popular compositor colombiano José A. Morales, sigue la vida de una familia desplazada por la violencia.

## Sinopsis
Inspirada en la letra de una popular canción, la película cuenta la historia de una familia que se ve obligada a abandonar su entorno rural y escapar a la gran ciudad debido a la presión de un poderoso terrateniente que los priva de sus escasas propiedades. Superada por las dificultades en su nuevo entorno urbano hostil, la familia de campesinos desciende a un círculo trágico de pobreza. El esposo termina  en la delincuencia, la esposa en la prostitución y los hijos terminan llevando la vida tormentosa de los niños de la calle.

## Reparto
- Camilo Medina
- Stella Suárez
- Francisco Amaya
- Carlos Barbosa
- Hector Rivas
- José Saldarriaga
- Edgardo Román
- Hugo Patiño